# Daniel Ammann
Daniel Ammann (* 1963 in Zürich) ist ein Schweizer Journalist und Buchautor.

## Leben und Wirken
Daniel Ammann studierte an der Universität Zürich, an der University of California in Berkeley und an der Fondation post-universitaire internationale in Paris. Er hat ein Lizenziat der Universität Zürich in Geschichte, Politologie und Bundesstaatsrecht. Ammann leitete unter anderem die Wirtschaftsressorts der Weltwoche und des Schweizer Nachrichtenmagazins Facts.
Seine Recherchen über dubiose Ermittlungsmethoden der Bundesanwaltschaft lösten die Roschacher-Affäre um einen kolumbianischen Drogenbaron aus. Sie führten 2006 zum Rücktritt von Bundesanwalt Valentin Roschacher und 2011 zur Nichtwiederwahl von Bundesanwalt Erwin Beyeler. Ammann und sein Journalistenkollege Philip Gut wurden in diesem Zusammenhang 2009 vom Statthalteramt Zürich rechtskräftig verurteilt, weil sie  gegen Artikel 293 des Schweizerischen Strafgesetzbuches (Veröffentlichung amtlicher geheimer Verhandlungen) verstossen hatten.
Ammann schrieb eine Biografie (The King of Oil) über den umstrittenen Rohstoffhändler Marc Rich, den Gründer von Glencore. Das Buch wurde zum Bestseller und bislang in neun Sprachen publiziert.

## Auszeichnungen
- 2006 wurde ihm der Schweizer Medienpreis für Finanzjournalisten verliehen.[6]
- 2007 erhielt er den Georg von Holtzbrinck Preis für Wirtschaftspublizistik.[7]
- 2010 wurde Ammann von der Zeitschrift Schweizer Journalist zum Wirtschaftsjournalisten des Jahres gewählt.[8]
- 2012 wurde er für seine Artikelserie über die Bundesanwaltschaft mit dem Zürcher Journalistenpreis ausgezeichnet.[9]

## Publikationen
- The King of Oil. The Secret Lives of Marc Rich. St. Martin’s Press, New York 2009, ISBN 978-0-312-57074-3.
  - Deutsche Übersetzung: King of Oil – Marc Rich. Vom mächtigsten Rohstoffhändler der Welt zum Gejagten der USA. Orell Füssli, Zürich 2010, ISBN 978-3-280-05396-6.
  - Aktualisierte Auflage: King of Oil – Marc Rich. Das abenteuerliche Leben des Rohstoff-Tycoons und Glencore-Gründers. Orell Füssli, Zürich 2014, ISBN 978-3-280-05562-5.